# Killer Queen: A Tribute to Queen
A Killer Queen egy tribute album a brit Queen együttes dalaival. A címét az 1974-es dalról kapta, amely a Sheer Heart Attack albumukon jelent meg.
Az album a 104. helyet érte el a Billboard 200-as listáján 2005. augusztus 27-én. Később, 2006 áprilisában visszatért a lista 115. helyére, ekkor zajlott ugyanis az American Idol tehetségkutató verseny ötödik szezonjának úgynevezett „Queen-fordulója”.

## Az album dalai
1. Gavin DeGraw – We Are the Champions
2. Shinedown – Tie Your Mother Down
3. Constantine Maroulis (a We Will Rock You szereplőivel) – Bohemian Rhapsody
4. Breaking Benjamin – Who Wants to Live Forever
5. Jason Mraz – Good Old-Fashioned Lover Boy
6. Joss Stone – Under Pressure
7. Eleven & Josh Homme (Queens of the Stone Age) – Stone Cold Crazy
8. be your own PET – Bicycle Race
9. Josh Kelley – Crazy Little Thing Called Love
10. Ingram Hill – ’39
11. Los Lobos – Sleeping on the Sidewalk
12. Sum 41 – Killer Queen
13. Rooney – Death on Two Legs
14. Jon Brion – Play the Game
15. The Flaming Lips – Bohemian Rhapsody
16. Antigone Rising – Fat Bottomed Girls